# Julio Lencina
Julio Lencina (Santa Fe, 1939-San Salvador de Jujuy; 13 de junio de 2022) fue un director de fotografía y productor cinematográfico argentino, reconocido por su trabajo en el mundo cinematográfico de Ecuador, Bolivia y Perú.

### Biografía
Su primer trabajo fue como asistente de cámara en el filme Palo y hueso, dirigido por Nicolás Sarquís y protagonizado por Héctor da Rosa y Miguel Ligero. 
Trabajó como director de fotografía junto a Juan José Stagnaro, Ricardo Wullicher, Mario Sabato, Edmund Valladares, entre otros. Trabajó en Los perros hambrientos y Yawar Fiesta, basados en una novela de José María Arguedas y dirigidas por Luis Figueroa Yábar, así como también en Chuquiago hecha en Bolivia por Antonio Eguino.
Fue director de fotografía de la película de 1977: ¡Fuera de Aquí! dirigida por el boliviano Jorge Sanjinés, que explora las raíces y el proceso del exilio. Trata sobre los enfrentamientos de los campesinos indígenas de Bolivia contra los invasores imperialistas, incluyendo misioneros evangélicos de Estados Unidos y una corporación minera multinacional.
En 1988 fue coproductor, junto a Sasha Menocki, de la película La deuda interna. El filme, dirigido por Miguel Pereira, describe la vida de un joven cuya madre muere al dar a luz, y cuyo padre se marcha a la ciudad en busca de trabajo. El chico es criado por su abuela enteramente aislado del mundo exterior. Hace amistad con un maestro rural que le ayuda a buscar a su padre. La película ha sido descrita como “inocente” y lenta, pero también como “muy linda” y “bellamente fotografiada con luz natural, tan claro que las sombras de las nubes moviéndose a través de los cerros parecen tener relieve.
Falleció el 13 de junio de 2022 a los ochenta y tres años.

## Filmografía
Fue director de fotografía de las siguientes películas:
- 1971 Nosotros los monos (documental)
- 1972 Los traidores
- 1975 Ulises (cortometraje)
- 1978 Chuquiago (Bolivia)
- 1984 Otra esperanza
- 1985 El sol en botellitas
- 1985 Tinku (El Encuentro) (Bolivia)
- 1986 Perros de la noche
- 1987 Prontuario de un argentino
- 1990 País cerrado, teatro abierto (documental)

Produjo dos películas dirigidas por Miguel Pereira:
- 1988 La deuda interna (coproductor)
- 1991 La última siembra